# Europameisterschaften im Synchronschwimmen 2012
Die Europameisterschaften im Synchronschwimmen 2012 wurden vom 23. bis 27. Mai im niederländischen Eindhoven ausgetragen.
Ursprünglich hätten die Schwimmeuropameisterschaften 2012 in Antwerpen (Belgien) stattfinden sollen. Mitte Februar 2012 wurden aber finanzielle Probleme seitens der belgischen Veranstalter und die Verlegung der Beckenschwimmwettbewerbe nach Debrecen bekannt. Die ungarischen Organisatoren hatten zuvor versichert, den ursprünglichen Veranstaltungstermin einzuhalten. Die ebenfalls in Antwerpen geplanten Sportarten Synchronschwimmen und Wasserspringen wurden als eigenständige Titelkämpfe nach Eindhoven vergeben, wo bereits im Januar die Wasserball-Europameisterschaft stattgefunden hatte. Die Freiwassereuropameisterschaften waren bereits im Dezember 2011 an die italienische Stadt Piombino vergeben worden, die diese im September ausrichtete.

## Ergebnisse
| Disziplin                | Gold | Silber | Bronze |
| ------------------------ | --- | --- | --- |
| Solo Frauen              | Natalja Ischtschenko | Andrea Fuentes | Lolita Ananassowa |
| Duett Frauen             | Natalja Ischtschenko / Swetlana Romaschina | Ona Carbonell / Andrea Fuentes | Darja Juschko / Ksenija Sydorenko |
| Mannschaft               | SpanienClara Basiana Alba María Cabello Ona Carbonell Margalida Crespí Andrea Fuentes Thaïs Henríquez Paula Klamburg Irene Montrucchio Laia Pons               | UkraineLolita Ananassowa Darja Juschko Hanna Klymenko Olha Kondraschowa Oleksandra Sabada Kateryna Sadurska Ksenija Sydorenko Anna Woloschyna                                     | ItalienFederica Bellaria Elisa Bozzo Camilla Cattaneo Manila Flamini Giulia Lapi Mariangela Perrupato Benedetta Re Sara Sgarzi Francesca Deidda Dalila Schiesaro |
| Mannschaft (Kombination) | SpanienClara Basiana Alba María Cabello Clara Camacho Ona Carbonell Margalida Crespí Andrea Fuentes Thaïs Henríquez Paula Klamburg Irene Montrucchio Laia Pons | UkraineLolita Ananassowa Olena Hrechychina Darja Juschko Hanna Chmelnytska Hanna Klymenko Olha Kondraschowa Oleksandra Sabada Kateryna Sadurska Ksenija Sydorenko Anna Woloschyna | ItalienFederica Bellaria Elisa Bozzo Beatrice Callegari Camilla Cattaneo Linda Cerruti Francesca Deidda Manila Flamini Benedetta Re Dalila Schiesaro Sara Sgarzi |

## Medaillenspiegel
| Platz  | Land     | Gold | Silber | Bronze | Gesamt |
| ------ | -------- | ---- | ------ | ------ | ------ |
| 1      | Spanien  | 2    | 2      | –      | 4      |
| 2      | Russland | 2    | –      | –      | 2      |
| 3      | Ukraine  | –    | 2      | 2      | 4      |
| 4      | Italien  | –    | –      | 2      | 2      |
| Gesamt | Gesamt   | 4    | 4      | 4      | 12     |